# Nelson Felix
Nelson Felix (Rio de Janeiro, 1954) é artista plástico.

## Biografia
Inicia sua formação com Ivan Serpa, em 1971. Estuda arquitetura na Universidade Santa Úrsula, onde tem aula com Lygia Pape (1927-2004), formando-se em 1977. Realiza sua primeira exposição individual em 1980, na Galeria Jean Boghici, no Rio de Janeiro, reunindo uma série de desenhos feitos com aquarela e carimbo.
No início da década de 1980, trabalha predominantemente com desenho. Em meados da década, faz suas primeiras esculturas, utilizando materiais nobres, de forte tradição, como metal e mármore carrara, mas também borracha macia, grafite maciço ou em pó e outros. Elementos geométricos e orgânicos lhe permitem uma experimentação tanto no campo da forma, quanto das relações que investigam tensões e problematizam as distinções entre natureza e cultura, corporalidade e transcendência, matéria e presença. Também neste período, começa a definir alguns de seus trabalhos por séries, de longa realização no tempo, como Série Gênesis (1988- ), e a utilizar coordenadas geográficas e posições cósmicas para definir as soluções de implantação - Cruz na América (1984-2004), Grafite (1998) e Série Árabe (2001), entre outros. Desde então, esse procedimento vem orientando suas decisões, como em Concerto para encanto e anel (2005-2009) e 4 Cantos e Verso (2008-2013), em que desenvolve um pensamento que toma o espaço global como seu principal elemento poético.
Felix participa de exposições e mostras coletivas no Brasil e no exterior, entre elas a XXIII Bienal de São Paulo (1996) e as III e IV edições de Arte/Cidade (1997 e 2002), realizando exposições individuais em instituições como o MASP (1993), Museu da Vale (2006) e Instituto Tomie Ohtake (2013). O artista tem trabalhos nas coleções Gilberto Chateaubriand, João Sattamini, MAM-Rio e MAM-SP, entre outras coleções privadas brasileiras e estrangeiras. Foi Bolsista do Ministério da Cultura da França (1989), da Fundação Vitae (1991) e artista residente na Curtin University, na Austrália (1994).
Tem livros publicados pela editora Cosac Naify (1998), com texto Rodrigo Naves; Casa da Palavra (2001), com textos de Glória Ferreira, Nelson Brissac e Sonia Salzstein. Em 2005, a Editora Pinakotheke publica Trilogias - conversas entre Nelson Felix e Glória Ferreira 1999/2004. Camiri, com texto de Ronaldo Brito, é editado pelo Museu da Vale do Rio Doce, em 2006. Em 2011, a Casa Editora 11 lança Concerto para Encanto e Anel, com textos de Ronaldo Brito e Marisa Flórido. Com textos de Rodrigo Naves e Taísa Palhares, a Editora Pinacoteca publica em 2015, O Oco. Berceuse, publicado em 2020 pela Editora Martins Fontes, expõe uma série de desenhos que mostram trabalhos desenvolvidos pelo artista durante 33 anos.
Em novembro de 2013, após várias semanas de montagem, Felix inaugurou a exposição Verso (meu ouro, deixo aqui) no Instituto Tomie Ohtake e Verso, na Galeria Millan. As duas exposições compõem a segunda parte de um trabalho realizado em dois lugares distintos, que se rebatem e, assim, complementam-se. 4 Cantos, realizada em 2008 em Portugal, é a primeira parte. Sua produção encontra-se em coleções públicas como o Museu de Arte Moderna do Rio de Janeiro (coleção Gilberto Chateaubriand) e o Museu de Arte do Rio (MAR).